# Хавайска пица
Хавайска пица е пица, в която сред основните съставки са ананас и шунка. За създател на пицата се счита Сам Панополус – грък, емигрирал в Канада.
Особено популярна е в Австралия.